# Thermocycler
Unter Thermocycler bzw. Thermozykler, auch PCR-Block genannt, versteht man ein Gerät, das in der Lage ist, die Temperaturzyklen einer Polymerase-Kettenreaktion (PCR) selbstständig durchzuführen.

## Aufbau und Funktionsweise
Ein typischer PCR-Zyklus besteht aus einem Denaturierungsschritt, gefolgt von der Primerhybridisierung (engl. primer annealing) und der Elongation. Meist wird bei einem PCR-Lauf dieser Zyklus etwa 20–45 mal durchlaufen. Ein Thermocycler hat im Heizblock meist zwischen 8 und 384 Aussparungen für Mikroreaktionsgefäße. Die Reaktionsansätze haben dabei Volumina zwischen 5 Mikroliter und 200 Mikroliter, je nachdem, wie viel DNA benötigt wird. Um Verdunstung zu verhindern, schichtete man früher Mineralöl über die Versuchsansätze, heutzutage ist das Problem durch auf bis zu 100 °C beheizbare Deckel weitestgehend gelöst. Neben den zu messenden Proben werden Negativkontrollen und Positivkontrollen mitgeführt. Oftmals werden Proben für genauere Analysen in Triplikaten gemessen, um den Einfluss von Pipettiervarianzen auf ein analytisches Ergebnis zu mindern. 
Der Thermocycler ermöglicht eine vollautomatisierte Durchführung verschiedener temperaturabhängiger Reaktionen (PCR, Restriktionsreaktionen, Ligationensschritte, und vieles mehr). Für manche Anwendungen, wie beispielsweise die Real Time Quantitative PCR gibt es spezielle Thermocycler, die mit optischen Systemen zur Fluoreszenzanregung und Fluoreszenzmessung ausgestattet sind. Das Einbinden des Gerätes in so genannte High Throughput Experimentations zum Analysieren großer Probenzahlen in „Roboterstraßen“ (z. B. im Rahmen von Wirkstoffanalysen) ist schon heute weit verbreitet. Hohe Prozessraten bei kleinen Probenmengen können auch mit Hilfe von Chip-Thermocyclern erreicht werden. Durchfluss-Thermocycler erlauben die schnelle serielle Prozessierung größerer Probenserien im Nanoliterbereich, was vor allem für miniaturisierte DNA-Analysesysteme interessant ist. 

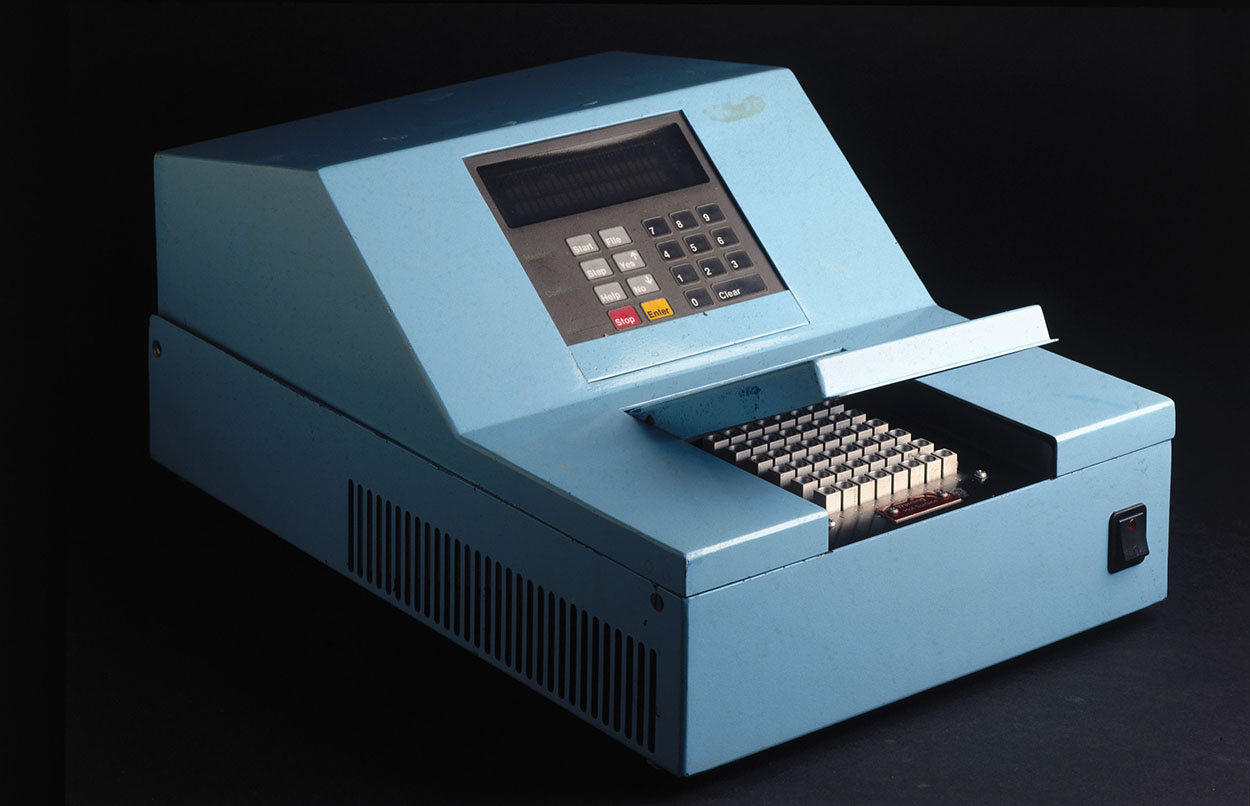
Thermocycler „Baby Blue“, ca. 1986
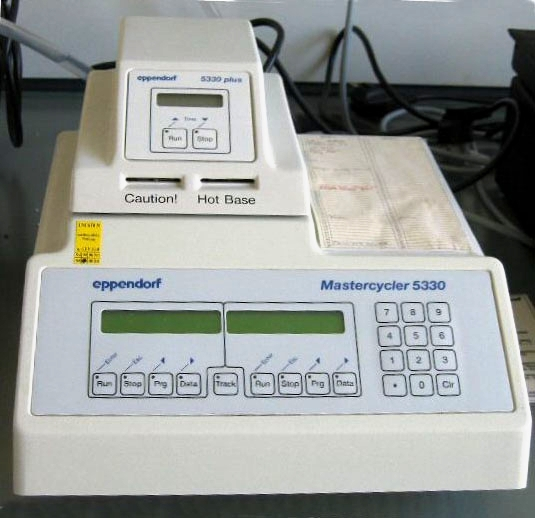
Thermocycler
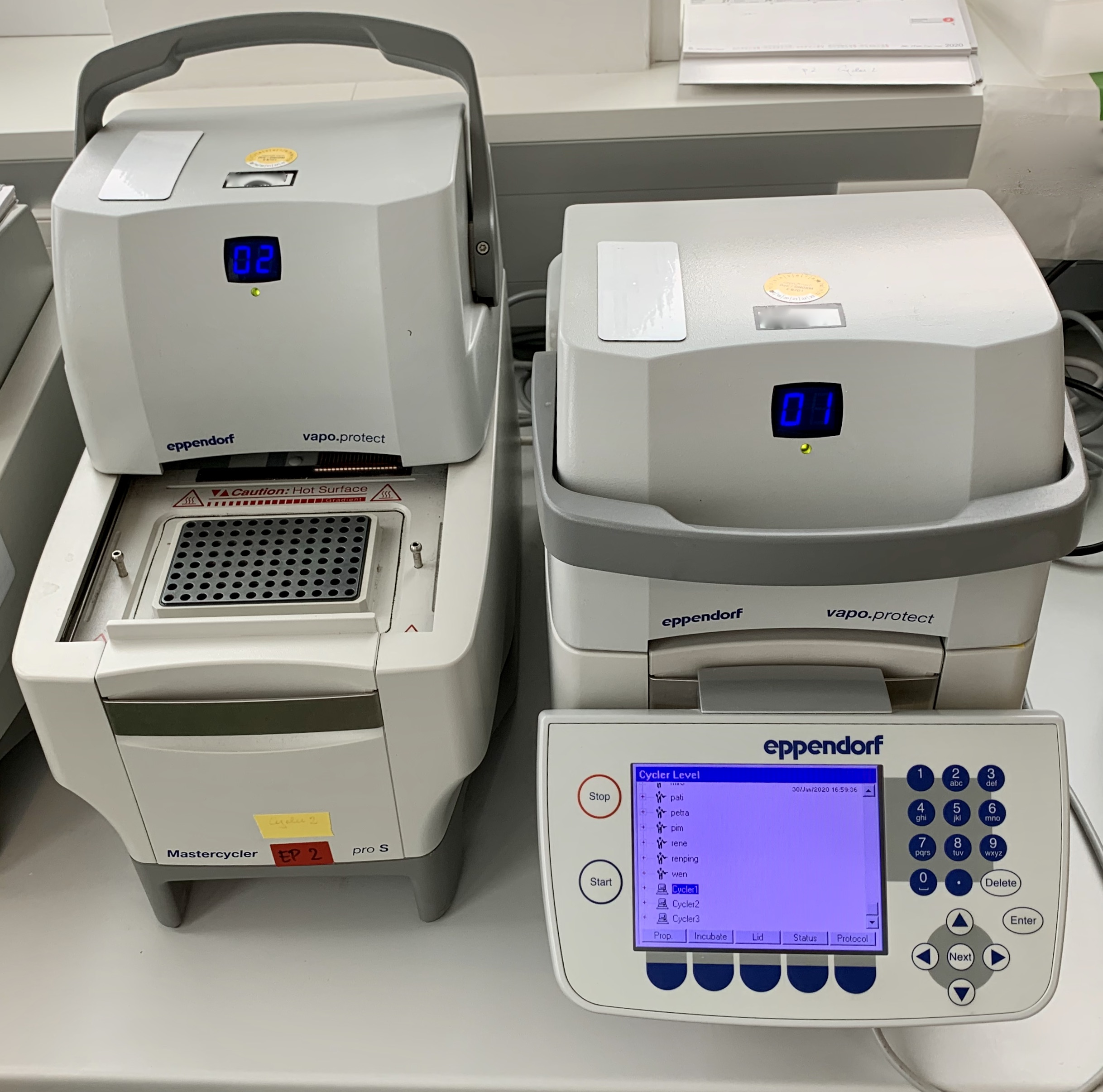
Moderner Thermocycler
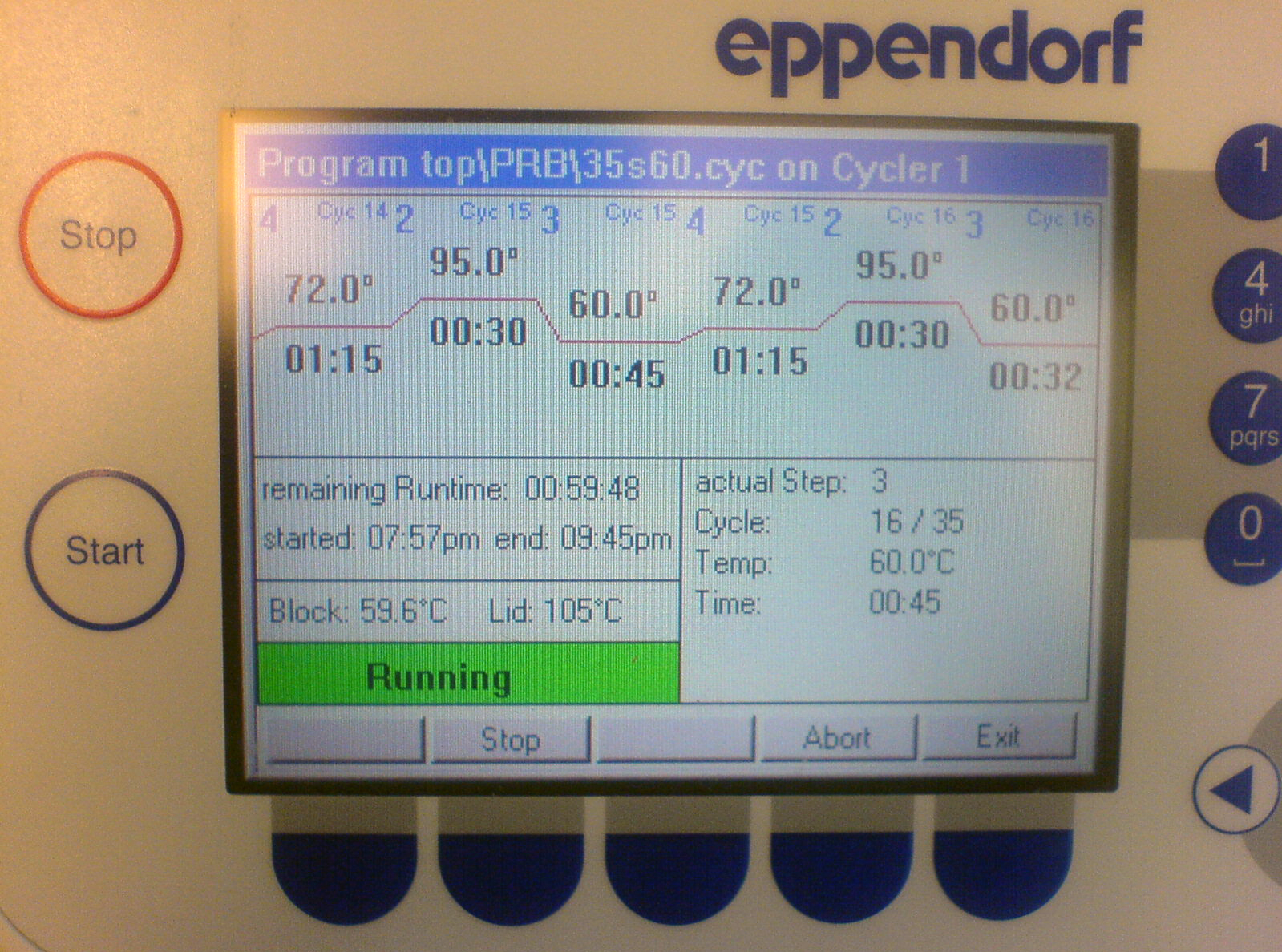
Display des Bedienelements, Statusanzeige des laufenden PCR-Programms
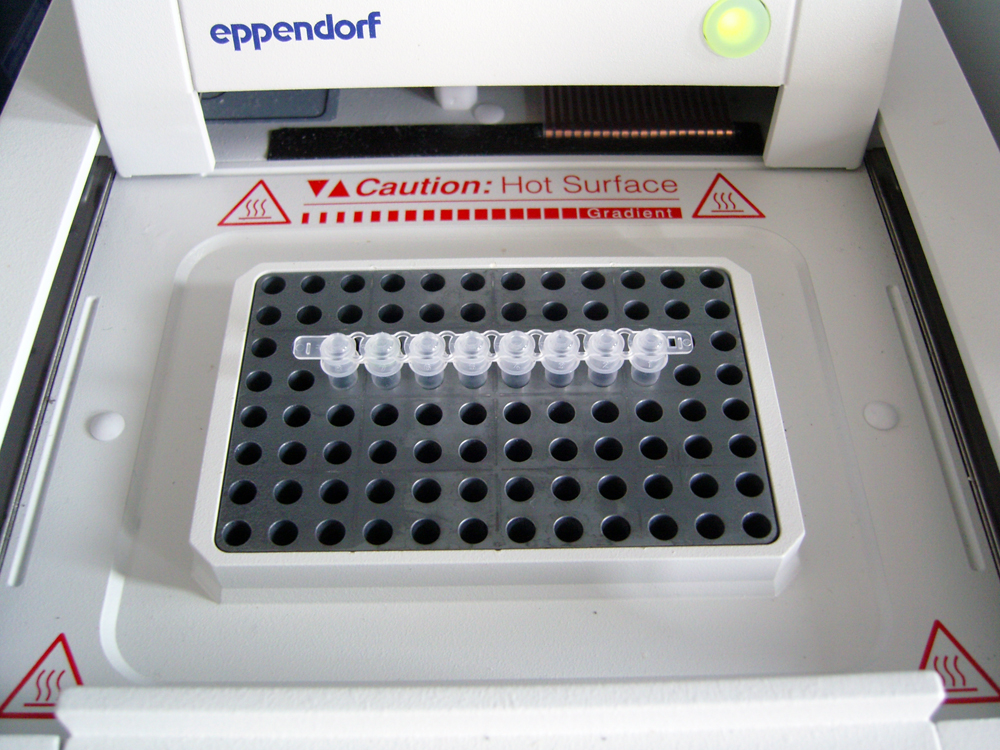
Geöffneter Thermocycler, Heizblock mit acht PCR-Reaktionsgefäßen